# Блансе
Блансе (фр. Blancey) насеље је и општина у источном делу централне Француске у региону Бургоња, у департману Златна обала која припада префектури Бон.
По подацима из 2011. године у општини је живело 70 становника, а густина насељености је износила 10,4 становника/km². Општина се простире на површини од 6,73 km². Налази се на средњој надморској висини од 390 метара (максималној 519 m, а минималној 361 m).

## Демографија
| 1962. | 1968. | 1975. | 1982. | 1990. | 1999. | 2011. |
| ----- | ----- | ----- | ----- | ----- | ----- | ----- |
| 72    | 75    | 73    | 64    | 62    | 60    | 70    |

График промене броја становника у току последњих година